# Hugo I. (Chalon-Arlay)
Hugo I. von Chalon-Arlay († 4. Dezember 1322) war seit 1315 Herr von Arlay und von Vitteaux.

## Leben und Wirken
Hugo entstammte der Seitenlinie Chalon-Arlay des Hauses Burgund-Ivrea. Er war der Sohn von Johann I., Herr von Arlay und dessen Gemahlin Margarete von Burgund († nach 1300), einer Tochter Herzog Hugos IV. von Burgund. Der Bischof von Basel Johann von Chalon-Arlay war sein Bruder. Er erbte 1315 beim Tode seines Vaters die im Jura gelegene Herrschaft Arlay.

## Familie
Hugo heiratete 1302 Beatrix de la Tour du Pin († 1347), Tochter von Humbert I. Dauphin von Vienne Sie hatten 4 Kinder:
- Johann II., Herr von Arlay, Arguel und Cuiseaux ⚭ (I) Margarete von Mello († 1360), Tochter von Dreux IV. von Mello; ⚭ (II) Marie von Genf († nach 1396), Tochter von Graf Amadeus III. von Genf
- Ludwig († 1322)
- Hugo, Herr von La Rivière († 1340)
- Jakob, Herr von Vitteaux